# Hymenoplia ketamensis
Hymenoplia ketamensis är en skalbaggsart som beskrevs av Escalera 1934. Hymenoplia ketamensis ingår i släktet Hymenoplia och familjen Melolonthidae. Utöver nominatformen finns också underarten H. k. reymondi.